# Карашенгель
Карашенге́ль (каз. Қарашеңгел) — село у складі Каратальського району Жетисуської області Казахстану. Входить до складу сільського округу Жолбарис-батира.
До 2005 року село називалось Тельмана.
Населення — 262 особи (2021; 204 у 2009, 211 у 1999, 326 у 1989).